# Malik Joyeux
Malik Joyeux (ur. 31 marca 1980 na Tahiti, zm. 2 grudnia 2005 koło wyspy Oʻahu, Hawaje) – surfer zawodowy z Tahiti.
Uprawiał surfing od 8. roku życia, zachęcony przez starszego brata Teivę. W ciągu krótkiej kariery sportowej stał się jednym z najbardziej znanych surferów na świecie; dwukrotnie docierał do ćwierćfinału zawodów Gotcha Tahiti Pro (1999, 2000), w 2004 zdobył Monster Tube Award.
Zginął w wypadku w czasie surfingu na Hawajach.